# Ghulat
Ghulat (árabe:غلاة; "extremistas" o "exageradores", en singular ghālī) es un adjetivo derivado del substantivo Ghuluww (غلو; "extremismo") utilizado en la teología del islam chiita ortodoxo (generalmente el duodecimano) para calificar a algunos grupos musulmanes minoritarios que atribuyen características divinas a figuras de la historia islámica (generalmente algunos miembros de Ahl al-Bayt, la familia de Mahoma, sobre todo Alí), o que tienen creencias consideradas desviadas por la teología chií ortodoxa dominante. En períodos posteriores, este término se utilizó para describir a cualquier grupo chií no aceptado por los zaydíes, los duodecimanos ortodoxos y, a veces, los ismailíes.
El uso del término deriva de la idea de que la importancia o la veneración de tal figura religiosa ha sido "exagerada".

## Historia
Tradicionalmente, el primer ghulāt fue Abdalá ibn Saba, quien pudo haber negado que Ali había muerto y predicho su regreso (rayʿa), lo que se consideraría una forma de ghuluww. Según M. G. S. Hodgson, la noción de la ocultación o ausencia de un Imam que ha de regresar como Mahdi parece haber aparecido primero entre los ghulāt. Otras posiciones que parecen haber sido consideradas ghuluww por los primeros escritores fueron la condena (pública) (sabb) de Abu Bakr y Umar como usurpadores del derecho de Ali a ser un sucesor de Mahoma, y la noción de que los verdaderos imanes eran infalibles (maʿṣūm).
En períodos posteriores, los principales grupos chiitas, especialmente los Imamiyya o duodecimanos, han identificado tres actos que han sido juzgados como "extremismo" (ghuluww). Estos actos de herejía son: la afirmación de que Dios a veces reside en los cuerpos de los imanes (ḥulūl), la creencia en la metempsicosis (tanāsukh) y considerar que la ley islámica no es obligatoria (ibāḥa), similar al antinomismo.
Por ejemplo, los alauitas son considerados ghulat por las sectas chiitas ortodoxas del Islam. El gran ayatolá Ali al-Sistani emitió una fatwa que prohíbe a los musulmanes chiitas ortodoxos casarse con sectas jariyitas o ghulat "que afirman ser musulmanes, pero están clasificados como no musulmanes".